# 무왕로
무왕로(Muwang-ro)는 전북특별자치도 익산시 오산면 황등삼거리에서 익산시 금마면을 잇는 95.2km 도로이다

## 주요 경유지
전북특별자치도
- 익산시 (오산면 . 평화동 . 신동 . 영등동 . 어양동 . 삼성동 . 팔봉동 . 금마면 . 왕궁면) - 완주군 봉동읍

## 노선
| 이름                  | 접속 노선                        | 소재지        | 소재지        | 비고          |
| 하공로와 직결         | 하공로와 직결                    | 하공로와 직결 | 하공로와 직결 | 하공로와 직결 |
| --------------------- | -------------------------------- | ------------- | ------------- | ------------- |
| 목천대교              |                                  | 익산시        | 오산면        |               |
| 목천교차로 (목천육교) | 국도 제26호선 (번영로)           | 익산시        | 평화동        |               |
| 송학교                |                                  | 익산시        | 송학동        |               |
| 송학교차로 (송학육교) | 국도 제27호선 (군익로)           | 익산시        | 오산면        |               |
| 모현육교              |                                  | 익산시        | 오산면        |               |
| 신기교차로            | 동서로 현영길                    | 익산시        | 모현동        |               |
| 모현교                |                                  | 익산시        | 모현동        |               |
| 원대사거리            | 국도 제23호선 (익산대로)         | 익산시        | 신동          |               |
| 우남샘물타운사거리    | 고봉로                           | 익산시        | 영등동        |               |
| 하나로사거리          | 하나로                           | 익산시        | 어양동        |               |
| 원팔봉사거리          | 지방도 제720호선 (선화로)        | 익산시        | 삼성동        |               |
| 석왕교차로            | 지방도 제723호선 (백제1로)       | 익산시        | 팔봉동        |               |
| (이름없음)            | 미륵사지로                       | 익산시        | 금마면        |               |
| 금마사거리            | 지방도 제722호선 (금마길)        | 익산시        | 금마면        |               |
| 금마교차로            | 국도 제1호선 (호남로)            | 익산시        | 금마면        |               |
| 동고도교차로          | 도순길 호음길                    | 익산시        | 왕궁면        |               |
| 동면교차로            | 푸드폴리스로                     | 익산시        | 왕궁면        |               |
| 용남사거리 (용남교)   | 지방도 제799호선 (호반로) 왕궁로 | 익산시        | 왕궁면        |               |
| 동용교                |                                  | 익산시        | 왕궁면        |               |
| 익산 나들목           | 25호선 호남고속도로              | 완주군        | 봉동읍        |               |
| 봉동로와 직결         |                                  |               |               |               |

## 주요 시설및 건물
- E1 서해고속충전소 (무왕로 801/신용동 369-2)
- S-OIL 모현주유소 (무왕로 806/모현동2가 169-1)
- SK에너지 바다주유소 (무왕로 821/신동 476-1)
- 한국타이어 신동점 (무왕로 845/신동 397-10)
- 농협 익산농협 북일지점 (무왕로 862/신동 760-13)
- GS25 익산무왕로점 (무왕로 878/신동 762-1)
- LG유플러스 신동 원광대대학로점 (무왕로 862/신동 762-28)
- 맥도날드 원광대점 (무왕로 888/신동 762-17)
- 뚜레쥬르 익산원광대점 (무왕로 892/신동 763-2)
- 원광대학교 병원 (무왕로 895/신동 272)
- 파리바게트 익산원광대점 (무왕로 896/신동 763-20)
- GS25 익산사랑점 (무왕로 918/신동 765-34)
- 기아자동차 신동대리점 (무왕로 935/신동 120-26)
- SK에너지 새한주유소 (무왕로 943/신동 120-4)
- LG전자베스트샾 원대점 (무왕로 945/신동 120-22)
- 삼성디자인플라자 익산점 (무왕로 946/신동768-2)
- 현대오일뱅크 신바람주유소 (무왕로 961/신동 139-9)
- 쌍용자동차 익산영업소 (무왕로 970/신동 772-35)
- 익산시보건소 (무왕로 975/신동 142-8)
- 타이어프로 신동점 (무왕로 984/773-20)
- 익산시선거관리위원회 (무왕로 983/신동 142-32)
- 롯데하이마트 영등점 (무왕로 989/영등동 37-18)
- 스타벅스 익산영등DT점 (무왕로 1005/영등동 340-11)
- 현대자동차 블루핸즈영등점 (무왕로 1017/영등동 339-53)
- 홈플러스 익산점 (무왕로 1035/영등동 831-1)
- KT 플라자 영등점 (무왕로 1038/영등동 747-5)
- 파스구찌 익산영등점 (무왕로 1042/영등동 747-4)
- 맥도날드 익산영등DT점 (무왕로 1046/영등동 747-8)
- 신한은행 익산금융센터 (무왕로 1052/영등동 149-1)
- KB국민은행 영등동 지점 (무왕로 1052/영등동 149-1)
- 롯데마트 익산점 (무왕로 1053/영등동 833-2)
- CGV 익산 (무왕로 1052/영등동 833-2)
- KB국민은행 영등동 지점 (무왕로 1052/영등동 833-2)
- 농협 익산지시부 (무왕로 1066/영등동 833-15)
- 새마울금고용등지점 (무왕로 1066/영등동 770-5)
- 버거킹 익산영등점 (무왕로 1068/영등동 770-6)
- 하나은행 익산지점 (무왕로 1073/영등동 837-3)
- 우리은행 익산영등동지점 (무왕로 1078/영등동 770-10)
- 다이소 익산영등점 (무왕로 1085/영등동 845-2)
- 한국방송통신대학교 익산시학습관 (무왕로 1107/영등동 852-7)
- 현대오일뱅크 싼5주유소 (무왕로 1115/영등동 856-3)
- 부송팔봉지구대 (무왕로 1152/어양동 621-2)
- 현대자동차 신익산판매대리점 (무왕로 1161/어양동 144-19)
- 롯데하이마트부송점 (무왕로 1163/어양동 145-1)
- SK엔크린 대로주유소 (무왕로 1178/부송동 738-2)
- 타이어프로 부송점 (무왕로 1245/부송동 414-11)
- 현대자동차블루핸즈 부송점 (무왕로 1290/부송동 215-36)
- 익산소방서119구조대 (무왕로 1338/팔봉동 850-1)
- 익산팔봉119안전센터 (무왕로 1338/팔봉동 850-1)
- 현대오일뱅크 직영이리 주유소 (무왕로 1350/팔봉동 848-1)
- 한국타이어 TBX익산점 (무왕로 1373/팔봉동 468-25)
- 팔봉동우체국 (무왕로 1383/팔봉동 468-32)
- 농협 OIL 익산농협 팔봉지점주유소 (무왕로 1400/팔봉동 450-7)
- 팔봉동행정복지센터 (무왕로 1408/팔봉동 208-3)
- 팔봉치안센터 (무왕로 1415/팔봉동 439-3)
- 세븐일레븐 익산IC점 (무왕로 1422/팔봉동 212-45)
- 타이어프로 팔봉점 (무왕로 1423/팔봉동 403-7)
- SK엔크린 익산서린셀프주유소 (무왕로 1474/팔봉동 369-7)
- CU 익산로뎀나무점 (무왕로 1504/석왕동 236-14)
- E1 금호LPG충전소 (무왕로 1512/석왕동 236-13)
- GS칼텍스 서광주유소 (무왕로 1531/석왕동 39-3)
- S-OIL 대동주유소 (무왕로 1618/덕기동 681-13)
- GS칼텍스 유일산업 익산IC 마지막충전소 (무왕로 1658/덕기동 382)
- 익산팔봉장례식장 (무왕로 1671/덕기동 369-1)
- SK에너지 동원2주유소 (무왕로 1700/덕기동 225-7)
- S-OIL Ok주유소 (무왕로 1703/덕기동 227-1)
- Sk행복충전 금마 LPG충전소 (무왕로 1711/덕기동 229-7)
- GS칼텍스 동원주유소 (무왕로 1721/덕기동 231)
- SK엔크린 생수주유소 (무왕로 1763/덕기동 180)
- 현대오일뱅크 익산현대주유소 (무왕로 1774/덕기동 172-2)
- 알뜰 금마제일주유소 (무왕로 1824/서고도리 379-1)
- 이마트24 익산금마대로점 (무왕로 1886/동고도리 938-5)
- GS칼텍스 익산IC주유소 (무왕로 2022/동고도리 35-11)
- S-OIL 풍차주유소 (무왕로 2180/동촌리 9001)
- SK엔크린 만남의쥬유소 (무왕로 2342/동촌리 649-9)